# كيزو سلابيناك
كرونوسلاف «كيزو» سلابيناك (28 مارس 1944 - 13 نوفمبر 2020)، هو مغني بوب كرواتي. تخصص في أداء الأغاني المستوحاة من الموسيقى الشعبية لمنطقة سلافونيا في كرواتيا، وفي استخدام الآلات التقليدية مثل التامبوريكا.
توفي في 13 نوفمبر 2020 في مدينة زغرب، بعد صراع طويل مع المرض.

## روابط خارجية
- كيزو سلابيناك على موقع IMDb (الإنجليزية)
- كيزو سلابيناك على موقع ميوزك برينز (الإنجليزية)
- كيزو سلابيناك على موقع أول ميوزيك (الإنجليزية)
- كيزو سلابيناك على موقع ديسكوغز (الإنجليزية)
- كيزو سلابيناك على موقع قاعدة بيانات الفيلم (الإنجليزية)
- كيزو سلابيناك في قاعدة بيانات الأفلام على الإنترنت